# Championnat de France masculin de handball de Nationale 2 2013-2014
Navigation
N2M 2012-2013 N2M 2014-2015
Le Championnat de France masculin de handball de Nationale 2 2013-2014 est la 29e édition de ce championnat qui constitue le 4e échelon du handball français.
La compétition est remportée par le CO Vernouillet qui est promu en Nationale 1. Les autres promus et les relégués ne sont pas connus.

## Les clubs de l'édition 2013-2014
Poule 1
- HBC Nantes rés.
- Fenix Toulouse Handball rés.
- CM Floirac Cenon Handball
- AS L'Union
- Pouzauges Vendée Handball
- Lormont Handball Hauts-de-Garonne
- ASB Rezé Handball
- Girondins de Bordeaux HBC
- Stade Pessacais Union Club Handball
- Les Olonnes Vendée Handball
- CAPO Limoges Handball
- AGJA Bordeaux Cauderan

Poule 2
- CO Vernouillet
- US Créteil rés.
- AC Boulogne-Billancourt
- Paris Saint-Germain Handball rés.
- HBC La Thérouanne
- Cesson Rennes Métropole Handball rés.
- Livry-Gargan handball
- CJ Bouguenais Handball
- Rouen 76 Université HB
- Territoire Est Charente HB
- CJF Saint-Malo HB
- AS Voltaire Châtenay-Malabry

Poule 3
- Stade Valeriquais HB
- Handball Hazebrouck 71
- Dunkerque Handball Grand Littoral rés.
- Amiens Picardie Hand
- Torcy Handball Marne-la-Vallée
- US Ivry rés.
- Gravelines USHB
- Mélantois HB
- CO Savigny-sur-Orge
- Carabiniers de Billy-Montigny
- Chaville Handball
- Morsang-Fleury HB

Poule 4
- Épinal Handball
- Reveil de Nogent Handball
- Folschviller
- Plobsheim
- Stella Saint-Maur
- Val de Gray HB
- Mulhouse Handball Sud Alsace
- ESS Dieulouard
- Metz Handball
- Saint-Michel Sports
- Handball Club Franconville
- Grand Nancy ASPTT HB rés.

Poule 5
- Saint-Étienne Andrézieux HB
- C.L. Marsannay HB
- HBC Chalon-sur-Saône
- Lyon Caluire AS
- A.L.C. Longvic
- Dijon Bourgogne Handball rés.
- HBC Aix-en-Savoie
- Cercle sportif Vesoul Haute-Saône
- Vénissieux handball
- AL Saint-Genis-Laval HB
- Vaulx-en-Velin Handball Club
- Meylan Handball

Poule 6
- Saint-Raphaël Var Handball rés.
- Châteauneuf Handball
- USAM Nîmes Gard rés.
- HB Bagnols Marcoule
- Vitrolles Handball
- AS Monaco Handball
- Handball Mougins Mouans-Sartoux Mandelieu (HB3M)
- Frontignan Thau Handball
- A.M.S.L. Fréjus
- CS Marseille Provence
- Istres Ouest Provence Handball rés.
- Pays d'Aubagne Handball Agglomération